# Toute une nuit
Toute une nuit is een Frans-Belgische dramafilm uit 1982 onder regie van Chantal Akerman.

## Verhaal
Tijdens een zwoele zomernacht in Brussel kunnen verschillende mensen de slaap niet vatten. Ze gaan de straat op of brengen een bezoek aan een café of een discotheek voor al dan niet toevallige ontmoetingen en erotische contacten.

## Acteurs
- Angelo Abazoglou
- Frank Aendenboom
- Natalia Akerman
- Véronique Alain
- Paul Allio
- Jacques Bauduin
- François Beukelaers
- Michèle Blondeel
- Philippe Bombled
- Ignacio Carranza
- Aurore Clément
- Christiane Cohendy
- Nicole Colchat
- Edith De Barcy
- Dirk de Batist
- Laurent De Buyl
- Luk De Koninck
- Ingrid De Vos
- Jan Decleir
- Jan Decorte
- Alix Dugauquier
- Marie-Ange Dutheil
- Philipee Ekkers
- Bénédicte Erken
- David Errera
- Pierre Forget
- Herman Gilis
- Catherine Graindorge
- Brigid Grauman
- Lucy Grauman
- Michel Karchevsky
- Tchéky Karyo